# Deloitte Football Money League
La Deloitte Football Money League è una classifica di club calcistici ordinata in base ai ricavi operativi (al netto di eventuali plusvalenze), generalmente distribuiti su tre parametri: il matchday (introiti ottenuti nel giorno in cui vengono svolti incontri sportivi), il merchandising e il denaro ottenuto dalla vendita dei diritti televisivi dell'ultima stagione sportiva conclusa. Viene stilata annualmente dall'azienda di servizi di consulenza e revisione statunitense, la Deloitte Touche Tohmatsu, e pubblicata ogni anno verso l'inizio di febbraio.

## Edizioni

### 2023-2024
| Posizione | Nazione                | Numero di Club | Fatturato Totale (in milioni di €) |
| --------- | ---------------------- | -------------- | ---------------------------------- |
| 1         | Inghilterra (bandiera) | 14             | 6316.7                             |
| 2         | Italia (bandiera)      | 5              | 1646.9                             |
| 3         | Spagna (bandiera)      | 3              | 2215.3                             |
| 3         | Germania (bandiera)    | 3              | 1524.3                             |
| 3         | Francia (bandiera)     | 3              | 1357                               |
| 6         | Portogallo (bandiera)  | 1              | 224                                |
| 6         | Brasile (bandiera)     | 1              | 198.2                              |

| Posizione | Club                  | Fatturato (in milioni di €) | Nazione                | Posizione 2022-2023 | Variazione |
| --------- | --------------------- | --------------------------- | ---------------------- | ------------------- | ---------- |
| 1         | Real Madrid           | 1045.5                      | Spagna (bandiera)      | 1                   | —          |
| 2         | Manchester City       | 837.8                       | Inghilterra (bandiera) | 2                   | —          |
| 3         | Paris Saint-Germain   | 805.9                       | Francia (bandiera)     | 3                   | —          |
| 4         | Manchester Utd        | 770.6                       | Inghilterra (bandiera) | 5                   | +1         |
| 5         | Bayern Monaco         | 765.4                       | Germania (bandiera)    | 6                   | +1         |
| 6         | Barcellona            | 760.3                       | Spagna (bandiera)      | 4                   | -2         |
| 7         | Arsenal               | 716.5                       | Inghilterra (bandiera) | 10                  | +3         |
| 8         | Liverpool             | 714.7                       | Inghilterra (bandiera) | 7                   | -1         |
| 9         | Tottenham             | 615                         | Inghilterra (bandiera) | 8                   | -1         |
| 10        | Chelsea               | 545.5                       | Inghilterra (bandiera) | 9                   | -1         |
| 11        | Borussia Dortmund     | 513.7                       | Germania (bandiera)    | 12                  | +1         |
| 12        | Atlético Madrid       | 409.5                       | Spagna (bandiera)      | 15                  | +3         |
| 13        | Milan                 | 397.6                       | Italia (bandiera)      | 13                  | —          |
| 14        | Inter                 | 391                         | Italia (bandiera)      | 14                  | —          |
| 15        | Newcastle Utd         | 371.8                       | Inghilterra (bandiera) | 17                  | +2         |
| 16        | Juventus              | 355.7                       | Italia (bandiera)      | 11                  | -5         |
| 17        | West Ham Utd          | 322.2                       | Inghilterra (bandiera) | 18                  | +1         |
| 18        | Aston Villa           | 310.2                       | Inghilterra (bandiera) | 21                  | +3         |
| 19        | Olympique Marsiglia   | 287                         | Francia (bandiera)     | 20                  | +1         |
| 20        | Olympique Lione       | 264.1                       | Francia (bandiera)     | 29                  | +9         |
| 21        | Brighton              | 256.8                       | Inghilterra (bandiera) | 23                  | +2         |
| 22        | Napoli                | 253.6                       | Italia (bandiera)      | 19                  | -3         |
| 23        | Roma                  | 249                         | Italia (bandiera)      | 24                  | +1         |
| 24        | Eintracht Francoforte | 245.2                       | Germania (bandiera)    | 16                  | -8         |
| 25        | Benfica               | 224                         | Portogallo (bandiera)  | 22                  | -3         |
| 26        | Crystal Palace        | 218.9                       | Inghilterra (bandiera) | 26                  | —          |
| 27        | Everton               | 217.6                       | Inghilterra (bandiera) | 30                  | +3         |
| 28        | Fulham                | 212.2                       | Inghilterra (bandiera) | 26                  | -2         |
| 29        | Wolverhampton         | 206.9                       | Inghilterra (bandiera) | 31+                 |            |
| 30        | Flamengo              | 198.2                       | Brasile (bandiera)     | 31+                 |            |

### 2022-2023
| Posizione | Nazione                | Numero di Club | Fatturato Totale (in milioni di €) |
| --------- | ---------------------- | -------------- | ---------------------------------- |
| 1         | Inghilterra (bandiera) | 14             | 5856.9                             |
| 2         | Italia (bandiera)      | 5              | 1679.2                             |
| 3         | Spagna (bandiera)      | 4              | 2209.9                             |
| 4         | Germania (bandiera)    | 3              | 1457.5                             |
| 4         | Francia (bandiera)     | 3              | 1259.3                             |
| 6         | Portogallo (bandiera)  | 1              | 196.7                              |

| Posizione | Club                  | Fatturato (in milioni di €) | Nazione                | Posizione 2021-2022 | Variazione |
| --------- | --------------------- | --------------------------- | ---------------------- | ------------------- | ---------- |
| 1         | Real Madrid           | 831.4                       | Spagna (bandiera)      | 2                   | +1         |
| 2         | Manchester City       | 825.9                       | Inghilterra (bandiera) | 1                   | -1         |
| 3         | Paris Saint-Germain   | 801.8                       | Francia (bandiera)     | 5                   | +2         |
| 4         | Barcellona            | 800.1                       | Spagna (bandiera)      | 7                   | +3         |
| 5         | Manchester Utd        | 745.8                       | Inghilterra (bandiera) | 4                   | -1         |
| 6         | Bayern Monaco         | 744.0                       | Germania (bandiera)    | 6                   | —          |
| 7         | Liverpool             | 682.9                       | Inghilterra (bandiera) | 7                   | —          |
| 8         | Tottenham             | 631.5                       | Inghilterra (bandiera) | 9                   | +1         |
| 9         | Chelsea               | 589.4                       | Inghilterra (bandiera) | 8                   | -1         |
| 10        | Arsenal               | 532.6                       | Inghilterra (bandiera) | 10                  | —          |
| 11        | Juventus              | 432.4                       | Italia (bandiera)      | 11                  | —          |
| 12        | Borussia Dortmund     | 420.0                       | Germania (bandiera)    | 13                  | +1         |
| 13        | Milan                 | 385.3                       | Italia (bandiera)      | 16                  | +3         |
| 14        | Inter                 | 378.9                       | Italia (bandiera)      | 14                  | —          |
| 15        | Atlético Madrid       | 364.1                       | Spagna (bandiera)      | 12                  | -3         |
| 16        | Eintracht Francoforte | 293.5                       | Germania (bandiera)    | 22                  | +6         |
| 17        | Newcastle Utd         | 287.8                       | Inghilterra (bandiera) | 20                  | +3         |
| 18        | West Ham Utd          | 275.1                       | Inghilterra (bandiera) | 16                  | -2         |
| 19        | Napoli                | 267.7                       | Italia (bandiera)      | 31+                 |            |
| 20        | Olympique Marsiglia   | 258.4                       | Francia (bandiera)     | 31+                 |            |
| 21        | Aston Villa           | 250.5                       | Inghilterra (bandiera) | 21                  | —          |
| 22        | Benfica               | 196.7                       | Portogallo (bandiera)  | 24                  | +2         |
| 23        | Brighton              | 213.3                       | Inghilterra (bandiera) | 23                  | —          |
| 24        | Roma                  | 214.9                       | Italia (bandiera)      | 31+                 |            |
| 25        | Siviglia              | 214.3                       | Spagna (bandiera)      | 28                  | +3         |
| 26        | Fulham                | 209.8                       | Inghilterra (bandiera) | 31+                 |            |
| 27        | Leeds Utd             | 207.8                       | Inghilterra (bandiera) | 18                  | -9         |
| 28        | Crystal Palace        | 206.5                       | Inghilterra (bandiera) | 26                  | -2         |
| 29        | Olympique Lione       | 199.1                       | Francia (bandiera)     | 31+                 |            |
| 30        | Everton               | 198.0                       | Inghilterra (bandiera) | 19                  | -11        |

### 2021-2022
| Posizione | Nazione                | Numero di Club | Fatturato Totale (in milioni di €) |
| --------- | ---------------------- | -------------- | ---------------------------------- |
| 1         | Inghilterra (bandiera) | 16             | 5823.8                             |
| 2         | Spagna (bandiera)      | 5              | 2110.6                             |
| 3         | Germania (bandiera)    | 3              | 1218.8                             |
| 3         | Italia (bandiera)      | 3              | 973.9                              |
| 5         | Francia (bandiera)     | 1              | 654.2                              |
| 5         | Portogallo (bandiera)  | 1              | 196.7                              |
| 5         | Paesi Bassi (bandiera) | 1              | 187.2                              |

| Posizione | Club                  | Fatturato (in milioni di €) | Nazione                | Posizione 2020-2021 | Variazione |
| --------- | --------------------- | --------------------------- | ---------------------- | ------------------- | ---------- |
| 1         | Manchester City       | 731.0                       | Inghilterra (bandiera) | 1                   | —          |
| 2         | Real Madrid           | 713.8                       | Spagna (bandiera)      | 2                   | —          |
| 3         | Liverpool             | 701.7                       | Inghilterra (bandiera) | 7                   | +4         |
| 4         | Manchester Utd        | 688.6                       | Inghilterra (bandiera) | 5                   | +1         |
| 5         | Paris Saint-Germain   | 654.2                       | Francia (bandiera)     | 6                   | +1         |
| 6         | Bayern Monaco         | 653.6                       | Germania (bandiera)    | 3                   | -3         |
| 7         | Barcellona            | 638.2                       | Spagna (bandiera)      | 4                   | -3         |
| 8         | Chelsea               | 568.3                       | Inghilterra (bandiera) | 8                   | —          |
| 9         | Tottenham             | 523.0                       | Inghilterra (bandiera) | 10                  | +1         |
| 10        | Arsenal               | 433.5                       | Inghilterra (bandiera) | 11                  | +1         |
| 11        | Juventus              | 400.6                       | Italia (bandiera)      | 9                   | -1         |
| 12        | Atlético Madrid       | 393.8                       | Spagna (bandiera)      | 13                  | +1         |
| 13        | Borussia Dortmund     | 356.9                       | Germania (bandiera)    | 12                  | -1         |
| 14        | Inter                 | 308.4                       | Italia (bandiera)      | 14                  | —          |
| 15        | West Ham Utd          | 301.5                       | Inghilterra (bandiera) | 16                  | +1         |
| 16        | Milan                 | 264.9                       | Italia (bandiera)      | 19                  | +3         |
| 17        | Leicester City        | 255.5                       | Inghilterra (bandiera) | 15                  | -2         |
| 18        | Leeds Utd             | 223.4                       | Inghilterra (bandiera) | 23                  | +5         |
| 19        | Everton               | 213.7                       | Inghilterra (bandiera) | 18                  | -1         |
| 20        | Newcastle Utd         | 212.3                       | Inghilterra (bandiera) | 29                  | +9         |
| 21        | Aston Villa           | 210.9                       | Inghilterra (bandiera) | 21                  | —          |
| 22        | Eintracht Francoforte | 208.3                       | Germania (bandiera)    | 31+                 |            |
| 23        | Brighton              | 198.4                       | Inghilterra (bandiera) | 31+                 |            |
| 24        | Benfica               | 196.7                       | Portogallo (bandiera)  | 31+                 |            |
| 25        | Wolverhampton         | 195.4                       | Inghilterra (bandiera) | 17                  | -8         |
| 26        | Crystal Palace        | 188.9                       | Inghilterra (bandiera) | 31+                 |            |
| 27        | Ajax                  | 187.2                       | Paesi Bassi (bandiera) | 31+                 |            |
| 28        | Siviglia              | 186.1                       | Spagna (bandiera)      | 22                  | -6         |
| 29        | Villarreal            | 178.7                       | Spagna (bandiera)      | 31+                 |            |
| 30        | Southampton           | 177.7                       | Inghilterra (bandiera) | 26                  | -4         |

### 2020-2021
| Posizione | Nazione                | Numero di Club | Fatturato Totale (in milioni di €) |
| --------- | ---------------------- | -------------- | ---------------------------------- |
| 1         | Inghilterra (bandiera) | 14             | 4681.0                             |
| 2         | Italia (bandiera)      | 7              | 1696.7                             |
| 3         | Spagna (bandiera)      | 4              | 1755.1                             |
| 4         | Germania (bandiera)    | 3              | 1126.5                             |
| 5         | Francia (bandiera)     | 1              | 556.2                              |
| 5         | Russia (bandiera)      | 1              | 212.0                              |

| Posizione | Club                  | Fatturato (in milioni di €) | Nazione                | Posizione 2019-2020 | Variazione |
| --------- | --------------------- | --------------------------- | ---------------------- | ------------------- | ---------- |
| 1         | Manchester City       | 644.9                       | Inghilterra (bandiera) | 6                   | +5         |
| 2         | Real Madrid           | 640.7                       | Spagna (bandiera)      | 2                   | —          |
| 3         | Bayern Monaco         | 611.4                       | Germania (bandiera)    | 3                   | —          |
| 4         | Barcellona            | 582.1                       | Spagna (bandiera)      | 1                   | -3         |
| 5         | Manchester Utd        | 558.0                       | Inghilterra (bandiera) | 4                   | -1         |
| 6         | Paris Saint-Germain   | 556.2                       | Francia (bandiera)     | 7                   | +1         |
| 7         | Liverpool             | 550.4                       | Inghilterra (bandiera) | 5                   | -2         |
| 8         | Chelsea               | 493.1                       | Inghilterra (bandiera) | 8                   | —          |
| 9         | Juventus              | 433.5                       | Italia (bandiera)      | 10                  | +1         |
| 10        | Tottenham             | 406.2                       | Inghilterra (bandiera) | 9                   | -1         |
| 11        | Arsenal               | 366.5                       | Inghilterra (bandiera) | 11                  | —          |
| 12        | Borussia Dortmund     | 337.6                       | Germania (bandiera)    | 12                  | —          |
| 13        | Atlético Madrid       | 332.8                       | Spagna (bandiera)      | 13                  | —          |
| 14        | Inter                 | 330.9                       | Italia (bandiera)      | 14                  | —          |
| 15        | Leicester City        | 255.5                       | Inghilterra (bandiera) | 22                  | +7         |
| 16        | West Ham Utd          | 221.5                       | Inghilterra (bandiera) | 26                  | +10        |
| 17        | Wolverhampton         | 219.2                       | Inghilterra (bandiera) | 29                  | +12        |
| 18        | Everton               | 218.1                       | Inghilterra (bandiera) | 17                  | -1         |
| 19        | Milan                 | 216.3                       | Italia (bandiera)      | 30                  | +11        |
| 20        | Zenit San Pietroburgo | 212.0                       | Russia (bandiera)      | 15                  | -5         |
| 21        | Aston Villa           | 207.3                       | Inghilterra (bandiera) | 31+                 |            |
| 22        | Siviglia              | 199.5                       | Spagna (bandiera)      | 31+                 |            |
| 23        | Leeds Utd             | 192.7                       | Inghilterra (bandiera) | 31+                 |            |
| 24        | Roma                  | 190.4                       | Italia (bandiera)      | 31+                 |            |
| 25        | Atalanta              | 187.6                       | Italia (bandiera)      | 31+                 |            |
| 26        | Borussia M'gladbach   | 177.5                       | Germania (bandiera)    | 24                  | -2         |
| 26        | Southampton           | 177.5                       | Inghilterra (bandiera) | 31+                 |            |
| 28        | Napoli                | 174.5                       | Italia (bandiera)      | 19                  | -9         |
| 29        | Newcastle Utd         | 170.1                       | Inghilterra (bandiera) | 31+                 |            |
| 30        | Lazio                 | 163.5                       | Italia (bandiera)      | 31+                 |            |

### 2019-2020
| Posizione | Nazione                | Numero di Club | Fatturato Totale (in milioni di €) |
| --------- | ---------------------- | -------------- | ---------------------------------- |
| 1         | Inghilterra (bandiera) | 12             | 3997.1                             |
| 2         | Germania (bandiera)    | 5              | 1564.5                             |
| 3         | Spagna (bandiera)      | 4              | 1909.1                             |
| 3         | Italia (bandiera)      | 4              | 1015.2                             |
| 5         | Francia (bandiera)     | 2              | 721.3                              |
| 6         | Russia (bandiera)      | 1              | 236.5                              |
| 6         | Portogallo (bandiera)  | 1              | 170.3                              |
| 6         | Paesi Bassi (bandiera) | 1              | 155.5                              |

| Posizione | Club                  | Fatturato (in milioni di €) | Nazione                | Posizione 2018-2019 | Variazione |
| --------- | --------------------- | --------------------------- | ---------------------- | ------------------- | ---------- |
| 1         | Barcellona            | 713.4                       | Spagna (bandiera)      | 1                   | —          |
| 2         | Real Madrid           | 691.8                       | Spagna (bandiera)      | 2                   | —          |
| 3         | Bayern Monaco         | 634.1                       | Germania (bandiera)    | 4                   | +1         |
| 4         | Manchester Utd        | 580.4                       | Inghilterra (bandiera) | 3                   | -1         |
| 5         | Liverpool             | 558.6                       | Inghilterra (bandiera) | 7                   | +2         |
| 6         | Manchester City       | 549.2                       | Inghilterra (bandiera) | 6                   | —          |
| 7         | Paris Saint-Germain   | 540.6                       | Francia (bandiera)     | 5                   | -2         |
| 8         | Chelsea               | 469.7                       | Inghilterra (bandiera) | 9                   | +1         |
| 9         | Tottenham             | 445.7                       | Inghilterra (bandiera) | 8                   | -1         |
| 10        | Juventus              | 398.9                       | Italia (bandiera)      | 10                  | —          |
| 11        | Arsenal               | 388.0                       | Inghilterra (bandiera) | 11                  | —          |
| 12        | Borussia Dortmund     | 365.7                       | Germania (bandiera)    | 12                  | —          |
| 13        | Atlético Madrid       | 331.8                       | Spagna (bandiera)      | 13                  | —          |
| 14        | Inter                 | 291.5                       | Italia (bandiera)      | 14                  | —          |
| 15        | Zenit San Pietroburgo | 236.5                       | Russia (bandiera)      | 28                  | +13        |
| 16        | Schalke 04            | 222.8                       | Germania (bandiera)    | 15                  | -1         |
| 17        | Everton               | 212.0                       | Inghilterra (bandiera) | 19                  | +2         |
| 18        | Olympique Lione       | 180.7                       | Francia (bandiera)     | 17                  | -1         |
| 19        | Napoli                | 176.3                       | Italia (bandiera)      | 20                  | +1         |
| 20        | Eintracht Francoforte | 174.0                       | Germania (bandiera)    | 27                  | +7         |
| 21        | Valencia              | 172.1                       | Spagna (bandiera)      | 26                  | +5         |
| 22        | Leicester City        | 171.0                       | Inghilterra (bandiera) | 22                  | —          |
| 23        | Benfica               | 170.3                       | Portogallo (bandiera)  | 24                  | +1         |
| 24        | Borussia M'gladbach   | 167.9                       | Germania (bandiera)    | 31+                 |            |
| 25        | Crystal Palace        | 161.3                       | Inghilterra (bandiera) | 30                  | +5         |
| 26        | West Ham Utd          | 158.0                       | Inghilterra (bandiera) | 18                  | -8         |
| 27        | Ajax                  | 155.5                       | Paesi Bassi (bandiera) | 23                  | -4         |
| 28        | Sheffield Utd         | 152.0                       | Inghilterra (bandiera) | 31+                 |            |
| 29        | Wolverhampton         | 151.2                       | Inghilterra (bandiera) | 25                  | -4         |
| 30        | Milan                 | 148.5                       | Italia (bandiera)      | 21                  | -9         |

### 2018-2019
| Posizione | Nazione                | Numero di Club | Fatturato Totale (in milioni di €) |
| --------- | ---------------------- | -------------- | ---------------------------------- |
| 1         | Inghilterra (bandiera) | 11             | 4403.1                             |
| 2         | Italia (bandiera)      | 5              | 1469.0                             |
| 3         | Spagna (bandiera)      | 4              | 2150.4                             |
| 3         | Germania (bandiera)    | 4              | 1540.4                             |
| 5         | Francia (bandiera)     | 2              | 856.8                              |
| 5         | Portogallo (bandiera)  | 2              | 373.8                              |
| 7         | Paesi Bassi (bandiera) | 1              | 199.4                              |
| 7         | Russia (bandiera)      | 1              | 180.4                              |

| Posizione | Club                  | Fatturato (in milioni di €) | Nazione                | Posizione 2017-2018 | Variazione |
| --------- | --------------------- | --------------------------- | ---------------------- | ------------------- | ---------- |
| 1         | Barcellona            | 840.8                       | Spagna (bandiera)      | 2                   | +1         |
| 2         | Real Madrid           | 757.3                       | Spagna (bandiera)      | 1                   | -1         |
| 3         | Manchester Utd        | 711.5                       | Inghilterra (bandiera) | 3                   | —          |
| 4         | Bayern Monaco         | 660.1                       | Germania (bandiera)    | 4                   | —          |
| 5         | Paris Saint-Germain   | 635.9                       | Francia (bandiera)     | 6                   | +1         |
| 6         | Manchester City       | 610.6                       | Inghilterra (bandiera) | 5                   | -1         |
| 7         | Liverpool             | 604.7                       | Inghilterra (bandiera) | 7                   | —          |
| 8         | Tottenham             | 521.1                       | Inghilterra (bandiera) | 10                  | +2         |
| 9         | Chelsea               | 513.1                       | Inghilterra (bandiera) | 8                   | -1         |
| 10        | Juventus              | 459.7                       | Italia (bandiera)      | 11                  | +1         |
| 11        | Arsenal               | 445.2                       | Inghilterra (bandiera) | 9                   | -2         |
| 12        | Borussia Dortmund     | 371.7                       | Germania (bandiera)    | 12                  | —          |
| 13        | Atlético Madrid       | 367.6                       | Spagna (bandiera)      | 13                  | —          |
| 14        | Inter                 | 364.6                       | Italia (bandiera)      | 14                  | —          |
| 15        | Schalke 04            | 324.8                       | Germania (bandiera)    | 16                  | +1         |
| 16        | Roma                  | 231.0                       | Italia (bandiera)      | 15                  | -1         |
| 17        | Olympique Lione       | 220.9                       | Francia (bandiera)     | 28                  | +11        |
| 18        | West Ham Utd          | 216.4                       | Inghilterra (bandiera) | 20                  | +2         |
| 19        | Everton               | 210.5                       | Inghilterra (bandiera) | 17                  | -2         |
| 20        | Napoli                | 207.4                       | Italia (bandiera)      | 21                  | +1         |
| 21        | Milan                 | 206.3                       | Italia (bandiera)      | 18                  | -3         |
| 22        | Leicester City        | 200.0                       | Inghilterra (bandiera) | 22                  | —          |
| 23        | Ajax                  | 199.4                       | Paesi Bassi (bandiera) | 31+                 |            |
| 24        | Benfica               | 197.6                       | Portogallo (bandiera)  | 30                  | +6         |
| 25        | Wolverhampton         | 195.5                       | Inghilterra (bandiera) | 31+                 |            |
| 26        | Valencia              | 184.7                       | Spagna (bandiera)      | 31+                 |            |
| 27        | Eintracht Francoforte | 183.8                       | Germania (bandiera)    | 31+                 |            |
| 28        | Zenit San Pietroburgo | 180.4                       | Russia (bandiera)      | 25                  | -3         |
| 29        | Porto                 | 176.2                       | Portogallo (bandiera)  | 31+                 |            |
| 30        | Crystal Palace        | 174.5                       | Inghilterra (bandiera) | 24                  | -6         |

### 2017-2018
| Posizione | Nazione                | Numero di Club | Fatturato Totale (in milioni di €) |
| --------- | ---------------------- | -------------- | ---------------------------------- |
| 1         | Inghilterra (bandiera) | 13             | 4411.4                             |
| 2         | Italia (bandiera)      | 5              | 1316.2                             |
| 3         | Spagna (bandiera)      | 4              | 1910.9                             |
| 4         | Germania (bandiera)    | 3              | 1190.2                             |
| 5         | Francia (bandiera)     | 2              | 705.9                              |
| 6         | Russia (bandiera)      | 1              | 167.8                              |
| 6         | Turchia (bandiera)     | 1              | 165.7                              |
| 6         | Portogallo (bandiera)  | 1              | 150.7                              |

| Posizione | Club                  | Fatturato (in milioni di €) | Nazione     | Posizione 2016-2017 | Variazione |
| --------- | --------------------- | --------------------------- | ----------- | ------------------- | ---------- |
| 1         | Real Madrid           | 750.9                       | Spagna      | 2                   | +1         |
| 2         | Barcellona            | 690.4                       | Spagna      | 3                   | +1         |
| 3         | Manchester Utd        | 666.0                       | Inghilterra | 1                   | −2         |
| 4         | Bayern Monaco         | 629.2                       | Germania    | 4                   | —          |
| 5         | Manchester City       | 568.4                       | Inghilterra | 5                   | —          |
| 6         | Paris Saint-Germain   | 541.7                       | Francia     | 7                   | +1         |
| 7         | Liverpool             | 513.7                       | Inghilterra | 9                   | +2         |
| 8         | Chelsea               | 505.7                       | Inghilterra | 8                   | —          |
| 9         | Arsenal               | 439.2                       | Inghilterra | 6                   | −3         |
| 10        | Tottenham             | 428.3                       | Inghilterra | 11                  | +1         |
| 11        | Juventus              | 394.9                       | Italia      | 10                  | −1         |
| 12        | Borussia Dortmund     | 317.2                       | Germania    | 11                  | −1         |
| 13        | Atlético Madrid       | 304.4                       | Spagna      | 13                  | —          |
| 14        | Inter                 | 280.8                       | Italia      | 15                  | +1         |
| 15        | Roma                  | 250.0                       | Italia      | 24                  | +9         |
| 16        | Schalke 04            | 243.8                       | Germania    | 16                  | —          |
| 17        | Everton               | 212.9                       | Inghilterra | 20                  | +3         |
| 18        | Milan                 | 207.7                       | Italia      | 22                  | +4         |
| 19        | Newcastle Utd         | 201.5                       | Inghilterra | 31+                 |            |
| 20        | West Ham Utd          | 197.9                       | Inghilterra | 17                  | −3         |
| 21        | Napoli                | 182.8                       | Italia      | 19                  | −2         |
| 22        | Leicester City        | 179.4                       | Inghilterra | 14                  | −8         |
| 23        | Southampton           | 172.0                       | Inghilterra | 18                  | −5         |
| 24        | Crystal Palace        | 169.0                       | Inghilterra | 26                  | +2         |
| 25        | Zenit San Pietroburgo | 167.8                       | Russia      | 23                  | -2         |
| 26        | Beşiktaş              | 165.7                       | Turchia     | 31+                 |            |
| 27        | Siviglia              | 165.2                       | Spagna      | 31+                 |            |
| 28        | Olympique Lione       | 164.2                       | Francia     | 21                  | −7         |
| 29        | Brighton              | 157.4                       | Inghilterra | 31+                 |            |
| 30        | Benfica               | 150.7                       | Portogallo  | 30                  | —          |

### 2016-2017
| Posizione | Nazione                | Numero di Club | Fatturato Totale (in milioni di €) |
| --------- | ---------------------- | -------------- | ---------------------------------- |
| 1         | Inghilterra (bandiera) | 14             | 4437.1                             |
| 2         | Italia (bandiera)      | 5              | 1232.0                             |
| 3         | Germania (bandiera)    | 4              | 1319.9                             |
| 4         | Spagna (bandiera)      | 3              | 1595.4                             |
| 5         | Francia (bandiera)     | 2              | 684.5                              |
| 6         | Russia (bandiera)      | 1              | 180.4                              |
| 6         | Portogallo (bandiera)  | 1              | 157.6                              |

| Posizione | Club                  | Fatturato (in milioni di €) | Nazione     | Posizione 2015-2016 | Variazione |
| --------- | --------------------- | --------------------------- | ----------- | ------------------- | ---------- |
| 1         | Manchester Utd        | 676.3                       | Inghilterra | 1                   | —          |
| 2         | Real Madrid           | 674.6                       | Spagna      | 3                   | +1         |
| 3         | Barcellona            | 648.3                       | Spagna      | 2                   | −1         |
| 4         | Bayern Monaco         | 587.8                       | Germania    | 4                   | —          |
| 5         | Manchester City       | 527.7                       | Inghilterra | 5                   | —          |
| 6         | Arsenal               | 487.6                       | Inghilterra | 7                   | +1         |
| 7         | Paris Saint-Germain   | 486.2                       | Francia     | 6                   | −1         |
| 8         | Chelsea               | 428.0                       | Inghilterra | 8                   | —          |
| 9         | Liverpool             | 424.2                       | Inghilterra | 9                   | —          |
| 10        | Juventus              | 405.7                       | Italia      | 10                  | —          |
| 11        | Tottenham             | 355.6                       | Inghilterra | 12                  | +1         |
| 12        | Borussia Dortmund     | 332.6                       | Germania    | 11                  | −1         |
| 13        | Atlético Madrid       | 272.5                       | Spagna      | 13                  | —          |
| 14        | Leicester City        | 271.1                       | Inghilterra | 20                  | +6         |
| 15        | Inter                 | 262.1                       | Italia      | 19                  | +4         |
| 16        | Schalke 04            | 230.2                       | Germania    | 13                  | −2         |
| 17        | West Ham Utd          | 213.3                       | Inghilterra | 18                  | +1         |
| 18        | Southampton           | 212.1                       | Inghilterra | 22                  | +4         |
| 19        | Napoli                | 200.7                       | Italia      | 30                  | +11        |
| 20        | Everton               | 199.2                       | Inghilterra | 23                  | +3         |
| 21        | Olympique Lione       | 198.3                       | Francia     | 24                  | +3         |
| 22        | Milan                 | 191.7                       | Italia      | 16                  | -6         |
| 23        | Zenit San Pietroburgo | 180.4                       | Russia      | 17                  | -6         |
| 24        | Roma                  | 171.8                       | Italia      | 15                  | -9         |
| 25        | Borussia M'gladbach   | 169.3                       | Germania    | 28                  | +3         |
| 26        | Crystal Palace        | 164.0                       | Inghilterra | 31+                 |            |
| 27        | West Bromwich         | 160.5                       | Inghilterra | 31+                 |            |
| 28        | Bournemouth           | 159.2                       | Inghilterra | 31+                 |            |
| 29        | Stoke City            | 158.3                       | Inghilterra | 31+                 |            |
| 30        | Benfica               | 157.6                       | Portogallo  | 27                  | -3         |

### 2015-2016
| Posizione | Nazione                | Numero di Club | Fatturato Totale (in milioni di €) |
| --------- | ---------------------- | -------------- | ---------------------------------- |
| 1         | Inghilterra (bandiera) | 12             | 3821.1                             |
| 2         | Italia (bandiera)      | 5              | 1095.9                             |
| 3         | Germania (bandiera)    | 4              | 1249.7                             |
| 4         | Spagna (bandiera)      | 3              | 1368.9                             |
| 5         | Francia (bandiera)     | 2              | 680.9                              |
| 5         | Turchia (bandiera)     | 2              | 313.6                              |
| 6         | Russia (bandiera)      | 1              | 196.5                              |
| 6         | Portogallo (bandiera)  | 1              | 152.1                              |

| Posizione | Club                  | Fatturato (in milioni di €) | Nazione     | Posizione 2014-2015 | Variazione |
| --------- | --------------------- | --------------------------- | ----------- | ------------------- | ---------- |
| 1         | Manchester Utd        | 689.0                       | Inghilterra | 3                   | +2         |
| 2         | Barcellona            | 620.2                       | Spagna      | 2                   | —          |
| 3         | Real Madrid           | 620.1                       | Spagna      | 1                   | −2         |
| 4         | Bayern Monaco         | 592.0                       | Germania    | 5                   | +1         |
| 5         | Manchester City       | 524.9                       | Inghilterra | 6                   | +1         |
| 6         | Paris Saint-Germain   | 520.9                       | Francia     | 4                   | −2         |
| 7         | Arsenal               | 468.5                       | Inghilterra | 7                   | —          |
| 8         | Chelsea               | 447.4                       | Inghilterra | 8                   | —          |
| 9         | Liverpool             | 403.8                       | Inghilterra | 9                   | —          |
| 10        | Juventus              | 341.1                       | Italia      | 10                  | —          |
| 11        | Borussia Dortmund     | 283.9                       | Germania    | 11                  | —          |
| 12        | Tottenham             | 279.7                       | Inghilterra | 12                  | —          |
| 13        | Atlético Madrid       | 228.6                       | Spagna      | 15                  | +2         |
| 14        | Schalke 04            | 224.5                       | Germania    | 13                  | −1         |
| 15        | Roma                  | 218.2                       | Italia      | 16                  | +1         |
| 16        | Milan                 | 214.7                       | Italia      | 14                  | −2         |
| 17        | Zenit San Pietroburgo | 196.5                       | Russia      | 31+                 |            |
| 18        | West Ham Utd          | 192.3                       | Inghilterra | 20                  | +2         |
| 19        | Inter                 | 179.2                       | Italia      | 19                  | —          |
| 20        | Leicester City        | 172.1                       | Inghilterra | 24                  | +4         |
| 21        | Newcastle Utd         | 168.2                       | Inghilterra | 17                  | −4         |
| 22        | Southampton           | 163.3                       | Inghilterra | 22                  | —          |
| 23        | Everton               | 162.5                       | Inghilterra | 18                  | −5         |
| 24        | Olympique Lione       | 160.0                       | Francia     | 31+                 |            |
| 25        | Fenerbahçe            | 157.7                       | Turchia     | 31+                 |            |
| 26        | Galatasaray           | 155.9                       | Turchia     | 21                  | -5         |
| 27        | Benfica               | 152.1                       | Portogallo  | 31+                 |            |
| 28        | Borussia M'gladbach   | 149.3                       | Germania    | 31+                 |            |
| 29        | Sunderland            | 144.4                       | Inghilterra | 25                  | -4         |
| 30        | Napoli                | 142.7                       | Italia      | 30                  | —          |

### 2014-2015
| Posizione | Nazione                | Numero di Club | Fatturato Totale (in milioni di €) |
| --------- | ---------------------- | -------------- | ---------------------------------- |
| 1         | Inghilterra (bandiera) | 16             | 3939.8                             |
| 2         | Italia (bandiera)      | 5              | 993.7                              |
| 3         | Spagna (bandiera)      | 3              | 1324.9                             |
| 3         | Germania (bandiera)    | 3              | 974.3                              |
| 5         | Francia (bandiera)     | 1              | 480.8                              |
| 5         | Turchia (bandiera)     | 1              | 159.1                              |
| 5         | Galles (bandiera)      | 1              | 132.8                              |

| Posizione | Club                | Fatturato (in milioni di €) | Nazione     | Posizione 2013-2014 | Variazione |
| --------- | ------------------- | --------------------------- | ----------- | ------------------- | ---------- |
| 1         | Real Madrid         | 577.0                       | Spagna      | 1                   | —          |
| 2         | Barcellona          | 560.8                       | Spagna      | 4                   | +2         |
| 3         | Manchester Utd      | 519.5                       | Inghilterra | 2                   | −1         |
| 4         | Paris Saint-Germain | 480.8                       | Francia     | 5                   | +1         |
| 5         | Bayern Monaco       | 474                         | Germania    | 3                   | −2         |
| 6         | Manchester City     | 463.5                       | Inghilterra | 6                   | —          |
| 7         | Arsenal             | 435.5                       | Inghilterra | 8                   | +1         |
| 8         | Chelsea             | 420                         | Inghilterra | 7                   | −1         |
| 9         | Liverpool           | 391.8                       | Inghilterra | 9                   | —          |
| 10        | Juventus            | 323.9                       | Italia      | 10                  | —          |
| 11        | Borussia Dortmund   | 280.6                       | Germania    | 11                  | —          |
| 12        | Tottenham           | 257.5                       | Inghilterra | 13                  | +1         |
| 13        | Schalke 04          | 219.7                       | Germania    | 14                  | +1         |
| 14        | Milan               | 199.1                       | Italia      | 12                  | −2         |
| 15        | Atlético Madrid     | 187.1                       | Spagna      | 15                  | —          |
| 16        | Roma                | 180.4                       | Italia      | 24                  | +8         |
| 17        | Newcastle Utd       | 169.3                       | Inghilterra | 19                  | +2         |
| 18        | Everton             | 165.1                       | Inghilterra | 20                  | +2         |
| 19        | Inter               | 164.8                       | Italia      | 17                  | -2         |
| 20        | West Ham Utd        | 160.9                       | Inghilterra | 21                  | +1         |
| 21        | Galatasaray         | 159.1                       | Turchia     | 18                  | -3         |
| 22        | Southampton         | 149.5                       | Inghilterra | 25                  | +3         |
| 23        | Aston Villa         | 148.8                       | Inghilterra | 22                  | -1         |
| 24        | Leicester City      | 137.2                       | Inghilterra | 31+                 |            |
| 25        | Sunderland          | 132.9                       | Inghilterra | 27                  | +2         |
| 26        | Swansea City        | 132.8                       | Galles      | 29                  | +3         |
| 27        | Stoke City          | 130.9                       | Inghilterra | 30                  | +3         |
| 28        | Crystal Palace      | 130.8                       | Inghilterra | 31+                 |            |
| 29        | West Bromwich       | 126.6                       | Inghilterra | 31+                 |            |
| 30        | Napoli              | 125.5                       | Italia      | 16                  | -14        |

### 2013-2014
| Posizione | Nazione                | Numero di Club | Fatturato Totale (in milioni di €) |
| --------- | ---------------------- | -------------- | ---------------------------------- |
| 1         | Inghilterra (bandiera) | 13             | 3140.2                             |
| 2         | Italia (bandiera)      | 5              | 985.3                              |
| 3         | Germania (bandiera)    | 4              | 1083.2                             |
| 4         | Spagna (bandiera)      | 3              | 1204                               |
| 5         | Francia (bandiera)     | 2              | 604.7                              |
| 6         | Turchia (bandiera)     | 1              | 161.9                              |
| 6         | Portogallo (bandiera)  | 1              | 126.0                              |
| 6         | Galles (bandiera)      | 1              | 118.0                              |

| Posizione | Club                | Fatturato (in milioni di €) | Nazione     | Posizione 2012-2013 | Variazione |
| --------- | ------------------- | --------------------------- | ----------- | ------------------- | ---------- |
| 1         | Real Madrid         | 549.5                       | Spagna      | 1                   | —          |
| 2         | Manchester Utd      | 518.0                       | Inghilterra | 4                   | +2         |
| 3         | Bayern Monaco       | 487.5                       | Germania    | 3                   | —          |
| 4         | Barcellona          | 484.6                       | Spagna      | 2                   | −2         |
| 5         | Paris Saint-Germain | 474.2                       | Francia     | 5                   | —          |
| 6         | Manchester City     | 414.4                       | Inghilterra | 6                   | —          |
| 7         | Chelsea             | 387.9                       | Inghilterra | 7                   | —          |
| 8         | Arsenal             | 359.3                       | Inghilterra | 8                   | —          |
| 9         | Liverpool           | 305.9                       | Inghilterra | 12                  | +3         |
| 10        | Juventus            | 279.4                       | Italia      | 9                   | −1         |
| 11        | Borussia Dortmund   | 261.5                       | Germania    | 11                  | —          |
| 12        | Milan               | 249.7                       | Italia      | 10                  | −2         |
| 13        | Tottenham           | 215.8                       | Inghilterra | 14                  | +1         |
| 14        | Schalke 04          | 213.9                       | Germania    | 13                  | -1         |
| 15        | Atlético Madrid     | 169.9                       | Spagna      | 20                  | +5         |
| 16        | Napoli              | 164.8                       | Italia      | 22                  | +6         |
| 17        | Inter               | 164.0                       | Italia      | 15                  | -2         |
| 18        | Galatasaray         | 161.9                       | Turchia     | 16                  | -2         |
| 19        | Newcastle Utd       | 155.1                       | Inghilterra | 25                  | +6         |
| 20        | Everton             | 144.1                       | Inghilterra | 31+                 |            |
| 21        | West Ham Utd        | 137.4                       | Inghilterra | 29                  | +8         |
| 22        | Aston Villa         | 133.0                       | Inghilterra | 31+                 |            |
| 23        | Olympique Marsiglia | 130.5                       | Francia     | 30                  | +7         |
| 24        | Roma                | 127.4                       | Italia      | 19                  | -5         |
| 25        | Southampton         | 126.9                       | Inghilterra | 31+                 |            |
| 26        | Benfica             | 126.0                       | Portogallo  | 26                  | —          |
| 27        | Sunderland          | 124.8                       | Inghilterra | 31+                 |            |
| 28        | Amburgo             | 120.3                       | Germania    | 17                  | -11        |
| 29        | Swansea City        | 118.0                       | Galles      | 31+                 |            |
| 30        | Stoke City          | 117.6                       | Inghilterra | 31+                 |            |

### 2012-2013
| Posizione | Club                | Fatturato (in milioni di €) | Nazione     | Posizione 2011-2012 | Variazione |
| --------- | ------------------- | --------------------------- | ----------- | ------------------- | ---------- |
| 1         | Real Madrid         | 518,9                       | Spagna      | 1                   | Stabile    |
| 2         | Barcellona          | 482,6                       | Spagna      | 2                   | Stabile    |
| 3         | Bayern Monaco       | 431,2                       | Germania    | 4                   | +1         |
| 4         | Manchester Utd      | 423,8                       | Inghilterra | 3                   | -1         |
| 5         | Paris Saint-Germain | 398,8                       | Francia     | 10                  | +5         |
| 6         | Manchester City     | 316,2                       | Inghilterra | 7                   | +1         |
| 7         | Chelsea             | 303,4                       | Inghilterra | 5                   | -2         |
| 8         | Arsenal             | 284,3                       | Inghilterra | 6                   | -2         |
| 9         | Juventus            | 272,4                       | Italia      | 13                  | +4         |
| 10        | Milan               | 263,5                       | Italia      | 8                   | -2         |
| 11        | Borussia Dortmund   | 256,2                       | Germania    | 12                  | +1         |
| 12        | Liverpool           | 240,6                       | Inghilterra | 9                   | -3         |
| 13        | Schalke 04          | 198,2                       | Germania    | 15                  | +2         |
| 14        | Tottenham           | 172,0                       | Inghilterra | 14                  | Stabile    |
| 15        | Inter               | 168,8                       | Italia      | 11                  | -4         |
| 16        | Galatasaray         | 157,0                       | Turchia     | 19                  | +3         |
| 17        | Amburgo             | 135,4                       | Germania    | 20                  | +3         |
| 18        | Fenerbahçe          | 126,0                       | Turchia     | 31+                 | Aumento    |
| 19        | Roma                | 124,4                       | Italia      | 21                  | +2         |
| 20        | Atlético Madrid     | 120,0                       | Spagna      | 25                  | +5         |
| 21        | Stoccarda           | 116,5                       | Germania    | 27                  | +6         |
| 22        | Napoli              | 116,4                       | Italia      | 21                  | -1         |
| 23        | Valencia            | 116,0                       | Spagna      | 22                  | Stabile    |
| 24        | Corinthians         | 113,3                       | Brasile     | 32                  | +8         |
| 25        | Newcastle Utd       | 111,9                       | Inghilterra | 22                  | -3         |
| 26        | Benfica             | 109,2                       | Portogallo  | 24                  | -2         |
| 27        | Ajax                | 107,6                       | Paesi Bassi | 26                  | -1         |
| 28        | Lazio               | 106,2                       | Italia      | 31+                 | Aumento    |
| 29        | West Ham Utd        | 104,8                       | Inghilterra | 30                  | Aumento    |
| 30        | Olympique Marsiglia | 104,3                       | Francia     | 17                  | -13        |

### 2011-2012
| Posizione | Club                | Fatturato (in milioni di €) | Nazione     | Posizione 2010-2011 | Variazione |
| --------- | ------------------- | --------------------------- | ----------- | ------------------- | ---------- |
| 1         | Real Madrid         | 512,6                       | Spagna      | 1                   | Stabile    |
| 2         | Barcellona          | 483,0                       | Spagna      | 2                   | Stabile    |
| 3         | Manchester Utd      | 395,9                       | Inghilterra | 3                   | Stabile    |
| 4         | Bayern Monaco       | 368,4                       | Germania    | 4                   | Stabile    |
| 5         | Chelsea             | 322,6                       | Inghilterra | 5                   | Stabile    |
| 6         | Arsenal             | 290,3                       | Inghilterra | 6                   | Stabile    |
| 7         | Manchester City     | 285,6                       | Inghilterra | 12                  | +5         |
| 8         | Milan               | 256,9                       | Italia      | 7                   | -1         |
| 9         | Liverpool           | 233,2                       | Inghilterra | 9                   | Stabile    |
| 10        | Paris Saint-Germain | 220,5                       | Francia     | 31+                 | Aumento    |
| 11        | Inter               | 200,6                       | Italia      | 8                   | -3         |
| 12        | Borussia Dortmund   | 196,7                       | Germania    | 16                  | +4         |
| 13        | Juventus            | 195,4                       | Italia      | 13                  | Stabile    |
| 14        | Tottenham           | 178,2                       | Inghilterra | 11                  | -3         |
| 15        | Schalke 04          | 174,5                       | Germania    | 10                  | -5         |
| 16        | Napoli              | 148,4                       | Italia      | 20                  | +4         |
| 17        | Olympique Marsiglia | 135,7                       | Francia     | 14                  | -3         |
| 18        | Olympique Lione     | 131,9                       | Francia     | 17                  | -1         |
| 19        | Galatasaray         | 129,7                       | Turchia     | 31+                 | Aumento    |
| 20        | Amburgo             | 121,1                       | Germania    | 18                  | -2         |
| 21        | Roma                | 115,9                       | Italia      | 15                  | -6         |
| 22        | Newcastle Utd       | 115,3                       | Inghilterra | 25                  | +3         |
| 23        | Valencia            | 111,1                       | Spagna      | 19                  | -4         |
| 24        | Benfica             | 111,1                       | Portogallo  | 21                  | -3         |
| 25        | Atlético Madrid     | 107,9                       | Spagna      | 22                  | -3         |
| 26        | Ajax                | 104,1                       | Paesi Bassi | 26                  | Stabile    |
| 27        | Stoccarda           | 103,2                       | Germania    | 27                  | Stabile    |
| 28        | Everton             | 99,5                        | Inghilterra | 28                  | Stabile    |
| 29        | Aston Villa         | 98,6                        | Inghilterra | 24                  | -5         |
| 30        | Fulham              | 98,0                        | Inghilterra | 31+                 | Aumento    |
| 31        | Sunderland          | 96,4                        | Inghilterra | 30                  | -1         |
| 32        | Corinthians         | 94,1                        | Brasile     | 31+                 | Aumento    |

### 2010-2011
| Posizione | Club                | Fatturato (in milioni di €) | Nazione     | Posizione 2009-2010 | Variazione |
| --------- | ------------------- | --------------------------- | ----------- | ------------------- | ---------- |
| 1         | Real Madrid         | 479,5                       | Spagna      | 1                   | Stabile    |
| 2         | Barcellona          | 450,7                       | Spagna      | 2                   | Stabile    |
| 3         | Manchester Utd      | 367,0                       | Inghilterra | 3                   | Stabile    |
| 4         | Bayern Monaco       | 321,4                       | Germania    | 4                   | Stabile    |
| 5         | Arsenal             | 251,1                       | Inghilterra | 5                   | Stabile    |
| 6         | Chelsea             | 249,8                       | Inghilterra | 6                   | Stabile    |
| 7         | Milan               | 235,1                       | Italia      | 7                   | Stabile    |
| 8         | Inter               | 211,4                       | Italia      | 9                   | +1         |
| 9         | Liverpool           | 203,3                       | Inghilterra | 8                   | −1         |
| 10        | Schalke 04          | 202,4                       | Germania    | 16                  | +6         |
| 11        | Tottenham           | 181,0                       | Inghilterra | 12                  | +1         |
| 12        | Manchester City     | 169,6                       | Inghilterra | 11                  | −1         |
| 13        | Juventus            | 153,9                       | Italia      | 10                  | −3         |
| 14        | Olympique Marsiglia | 150,4                       | Francia     | 15                  | +1         |
| 15        | Roma                | 143,5                       | Italia      | 18                  | +3         |
| 16        | Borussia Dortmund   | 138,5                       | Germania    | 22                  | +6         |
| 17        | Olympique Lione     | 132,8                       | Francia     | 14                  | −3         |
| 18        | Amburgo             | 128,8                       | Germania    | 13                  | −5         |
| 19        | Valencia            | 116,8                       | Spagna      | 25                  | +6         |
| 20        | Napoli              | 114,9                       | Italia      | 29                  | +9         |
| 21        | Benfica             | 102,5                       | Portogallo  | 26                  | +5         |
| 22        | Atlético Madrid     | 99,9                        | Spagna      | 17                  | −5         |
| 23        | Werder Brema        | 99,7                        | Germania    | 28                  | +5         |
| 24        | Aston Villa         | 99,3                        | Inghilterra | 20                  | −4         |
| 25        | Newcastle Utd       | 98,0                        | Inghilterra | 31+                 | Aumento    |
| 26        | Ajax                | 97,1                        | Paesi Bassi | 31+                 | Aumento    |
| 27        | Stoccarda           | 95,5                        | Germania    | 19                  | −8         |
| 28        | Everton             | 90,8                        | Inghilterra | 27                  | −1         |
| 29        | West Ham Utd        | 89,1                        | Inghilterra | 31                  | +3         |
| 30        | Sunderland          | 87,9                        | Inghilterra | 31+                 | Aumento    |

### 2009-2010
| Posizione | Club                | Fatturato (in milioni di €) | Nazione     | Posizione 2008-2009 | Variazione |
| --------- | ------------------- | --------------------------- | ----------- | ------------------- | ---------- |
| 1.        | Real Madrid         | 438,6                       | Spagna      |                     | Stabile    |
| 2.        | Barcellona          | 398,1                       | Spagna      |                     | Stabile    |
| 3.        | Manchester Utd      | 349,8                       | Inghilterra |                     | Stabile    |
| 4.        | Bayern Monaco       | 323,0                       | Germania    |                     | Stabile    |
| 5.        | Arsenal             | 274,1                       | Inghilterra |                     | Stabile    |
| 6.        | Chelsea             | 255,9                       | Inghilterra |                     | Stabile    |
| 7.        | Milan               | 235,8                       | Italia      |                     | +3         |
| 8.        | Liverpool           | 225,3                       | Inghilterra |                     | -1         |
| 9.        | Inter               | 224,8                       | Italia      |                     | Stabile    |
| 10.       | Juventus            | 205,0                       | Italia      |                     | -2         |
| 11.       | Manchester City     | 152,8                       | Inghilterra |                     | +9         |
| 12.       | Tottenham           | 146,3                       | Inghilterra |                     | +3         |
| 13.       | Amburgo             | 146,2                       | Germania    |                     | -2         |
| 14.       | Olympique Lione     | 146,1                       | Francia     |                     | -1         |
| 15.       | Olympique Marsiglia | 141,1                       | Francia     |                     | -1         |
| 16.       | Schalke 04          | 139,8                       | Germania    |                     | Stabile    |
| 17.       | Atlético Madrid     | 124,5                       | Spagna      |                     | +5         |
| 18.       | Roma                | 122,7                       | Italia      |                     | -6         |
| 19.       | Stoccarda           | 114,8                       | Germania    |                     | +5         |
| 20.       | Aston Villa         | 109,4                       | Inghilterra |                     | +5         |

### 2008-2009
| Posizione | Club                | Fatturato (in milioni di €) | Nazione     | Posizione 2007-2008 | Variazione |
| --------- | ------------------- | --------------------------- | ----------- | ------------------- | ---------- |
| 1.        | Real Madrid         | 401,4                       | Spagna      |                     | Stabile    |
| 2.        | Barcellona          | 365,9                       | Spagna      |                     | +1         |
| 3.        | Manchester Utd      | 327,0                       | Inghilterra |                     | -1         |
| 4.        | Bayern Monaco       | 289,5                       | Germania    |                     | Stabile    |
| 5.        | Arsenal             | 263,0                       | Inghilterra |                     | +1         |
| 6.        | Chelsea             | 242,3                       | Inghilterra |                     | +1         |
| 7.        | Liverpool           | 237,0                       | Inghilterra |                     | Stabile    |
| 8.        | Juventus            | 203,2                       | Italia      |                     | +3         |
| 9.        | Inter               | 196,5                       | Italia      |                     | +1         |
| 10.       | Milan               | 196,5                       | Italia      |                     | -2         |
| 11.       | Amburgo             | 146,7                       | Germania    |                     | +4         |
| 12.       | Roma                | 146,4                       | Italia      |                     | -3         |
| 13.       | Olympique Lione     | 139,6                       | Francia     |                     | -1         |
| 14.       | Olympique Marsiglia | 133,2                       | Francia     |                     | +2         |
| 15.       | Tottenham           | 132,7                       | Inghilterra |                     | -1         |
| 16.       | Schalke 04          | 124,5                       | Germania    |                     | -3         |
| 17.       | Werder Brema        | 114,7                       | Germania    |                     | +3         |
| 18.       | Borussia Dortmund   | 103,5                       | Germania    |                     | +2         |
| 19.       | Manchester City     | 101,2                       | Inghilterra |                     | +1         |
| 20.       | Newcastle Utd       | 101,0                       | Inghilterra |                     | -3         |

### 2007-2008
| Posizione | Club                | Fatturato (in milioni di €) | Nazione     | Posizione 2006-2007 | Variazione |
| --------- | ------------------- | --------------------------- | ----------- | ------------------- | ---------- |
| 1         | Real Madrid         | 365,8                       | Spagna      |                     |            |
| 2.        | Manchester Utd      | 324,8                       | Inghilterra |                     |            |
| 3.        | Barcellona          | 308,8                       | Spagna      |                     |            |
| 4.        | Bayern Monaco       | 295,3                       | Germania    |                     |            |
| 5.        | Chelsea             | 268,9                       | Inghilterra |                     |            |
| 6.        | Arsenal             | 264,0                       | Inghilterra |                     |            |
| 7.        | Liverpool           | 210,9                       | Inghilterra |                     |            |
| 8.        | Milan               | 209,5                       | Italia      |                     |            |
| 9.        | Roma                | 175,4                       | Italia      |                     |            |
| 10.       | Inter               | 172,9                       | Italia      |                     |            |
| 11.       | Juventus            | 167,5                       | Italia      |                     |            |
| 12.       | Olympique Lione     | 155,7                       | Francia     |                     |            |
| 13.       | Schalke 04          | 148,4                       | Germania    |                     |            |
| 14.       | Tottenham           | 145,0                       | Inghilterra |                     |            |
| 15.       | Amburgo             | 127,9                       | Germania    |                     |            |
| 16.       | Olympique Marsiglia | 126,8                       | Francia     |                     |            |
| 17.       | Newcastle Utd       | 125,6                       | Inghilterra |                     |            |
| 18.       | Stoccarda           | 111,5                       | Germania    |                     |            |
| 19.       | Fenerbahçe          | 111,3                       | Turchia     |                     |            |
| 20.       | Manchester City     | 104,0                       | Inghilterra |                     |            |

### 2006-2007
| Posizione | Club                | Fatturato (in milioni di €) | Nazione     | Posizione 2005-2006 | Variazione |
| --------- | ------------------- | --------------------------- | ----------- | ------------------- | ---------- |
| 1.        | Real Madrid         | 351,0                       | Spagna      |                     |            |
| 2.        | Manchester Utd      | 315,2                       | Inghilterra |                     |            |
| 3.        | Barcellona          | 290,1                       | Spagna      |                     |            |
| 4.        | Chelsea             | 283,0                       | Inghilterra |                     |            |
| 5.        | Arsenal             | 263,9                       | Inghilterra |                     |            |
| 6.        | Milan               | 227,2                       | Italia      |                     |            |
| 7.        | Bayern Monaco       | 223,3                       | Germania    |                     |            |
| 8.        | Liverpool           | 198,9                       | Inghilterra |                     |            |
| 9.        | Inter               | 195,0                       | Italia      |                     |            |
| 10.       | Roma                | 157,6                       | Italia      |                     |            |
| 11.       | Tottenham           | 153,1                       | Inghilterra |                     |            |
| 12.       | Juventus            | 145,2                       | Italia      |                     |            |
| 13.       | Olympique Lione     | 140,6                       | Francia     |                     |            |
| 14.       | Newcastle Utd       | 129,4                       | Inghilterra |                     |            |
| 15.       | Amburgo             | 120,4                       | Germania    |                     |            |
| 16.       | Schalke 04          | 114,3                       | Germania    |                     |            |
| 17.       | Celtic              | 111,8                       | Scozia      |                     |            |
| 18.       | Valencia            | 107,6                       | Spagna      |                     |            |
| 19.       | Olympique Marsiglia | 99,0                        | Francia     |                     |            |
| 20.       | Werder Brema        | 97,3                        | Germania    |                     |            |

### 2005-2006
| Posizione | Club            | Fatturato (in milioni di €) | Nazione     | Posizione 2004-2005 | Variazione |
| --------- | --------------- | --------------------------- | ----------- | ------------------- | ---------- |
| 1.        | Real Madrid     | 292,2                       | Spagna      |                     |            |
| 2.        | Barcellona      | 259,1                       | Spagna      |                     |            |
| 3.        | Juventus        | 251,2                       | Italia      |                     |            |
| 4.        | Manchester Utd  | 242,6                       | Inghilterra |                     |            |
| 5.        | Milan           | 238,7                       | Italia      |                     |            |
| 6.        | Chelsea         | 221,0                       | Inghilterra |                     |            |
| 7.        | Inter           | 206,6                       | Italia      |                     |            |
| 8.        | Bayern Monaco   | 204,7                       | Germania    |                     |            |
| 9.        | Arsenal         | 177,4                       | Inghilterra |                     |            |
| 10.       | Liverpool       | 176,0                       | Inghilterra |                     |            |
| 11.       | Olympique Lione | 127,7                       | Francia     |                     |            |
| 12.       | Roma            | 127,0                       | Italia      |                     |            |
| 13.       | Newcastle Utd   | 124,3                       | Inghilterra |                     |            |
| 14.       | Schalke 04      | 122,9                       | Germania    |                     |            |
| 15.       | Tottenham       | 107,2                       | Inghilterra |                     |            |
| 16.       | Amburgo         | 101,8                       | Germania    |                     |            |
| 17.       | Manchester City | 89,4                        | Inghilterra |                     |            |
| 18.       | Rangers         | 88,5                        | Scozia      |                     |            |
| 19.       | West Ham Utd    | 86,9                        | Inghilterra |                     |            |
| 20.       | Benfica         | 85,1                        | Portogallo  |                     |            |

### 2004-2005
| Posizione | Club            | Fatturato (in milioni di €) | Nazione     | Posizione 2003-2004 | Variazione |
| --------- | --------------- | --------------------------- | ----------- | ------------------- | ---------- |
| 1.        | Real Madrid     | 275,7                       | Spagna      |                     |            |
| 2.        | Manchester Utd  | 246,4                       | Inghilterra |                     |            |
| 3.        | Milan           | 234,0                       | Italia      |                     |            |
| 4.        | Juventus        | 229,4                       | Italia      |                     |            |
| 5.        | Chelsea         | 220,8                       | Inghilterra |                     |            |
| 6.        | Barcellona      | 207,9                       | Spagna      |                     |            |
| 7.        | Bayern Monaco   | 189,5                       | Germania    |                     |            |
| 8.        | Liverpool       | 181,2                       | Inghilterra |                     |            |
| 9.        | Inter           | 177,2                       | Italia      |                     |            |
| 10.       | Arsenal         | 171,3                       | Inghilterra |                     |            |
| 11.       | Roma            | 131,8                       | Italia      |                     |            |
| 12.       | Newcastle Utd   | 128,9                       | Inghilterra |                     |            |
| 13.       | Tottenham       | 104,5                       | Inghilterra |                     |            |
| 14.       | Schalke 04      | 97,4                        | Germania    |                     |            |
| 15.       | Olympique Lione | 92,9                        | Francia     |                     |            |
| 16.       | Celtic          | 92,7                        | Scozia      |                     |            |
| 17.       | Manchester City | 90,1                        | Inghilterra |                     |            |
| 18.       | Everton         | 88,8                        | Inghilterra |                     |            |
| 19.       | Valencia        | 84,6                        | Spagna      |                     |            |
| 20.       | Lazio           | 83,1                        | Italia      |                     |            |